# Spuk im Schloß (1947)
Spuk im Schloß ist ein gegen Ende des Zweiten Weltkriegs entstandener Spielfilm, ein seltenes Beispiel einer deutschen Gruselfilmkomödie. Unter der Regie von Hans H. Zerlett spielten 1943/44 Margot Hielscher und Albert Matterstock die Hauptrollen.

## Handlung
Als die junge Gabriele Euler an einem Antiquitätengeschäft vorbeibummelt, entdeckt sie im Schaufenster per Zufall auf einem Gobelin ein Familienwappen, das auch auf ihrer vom Vater geerbten Silberschmuckdose eingraviert ist. Das Wappen zeigt eine Eule auf einem Rebstock. Im Geschäft bittet Gabriele Robert Mauritius, den Sohn des Inhabers, in Erfahrung zu bringen, zu welchem Adelsgeschlecht dieses Wappen gehört. Robert schlägt in einem Heraldikbuch nach und stellt fest, dass das Wappen zum Geschlecht der Reichsgrafen von Uhlenfels gehört. Dieses Geschlecht sei aber, so muss Gabriele von ihm erfahren, bereits um 1600 erloschen. Die junge Frau beschließt, der Sache auf den Grund zu gehen und reist zum Schloss Uhlenfels, welches immer noch existiert. Auch Robert setzt seine Nachforschungen fort, hat er sich doch Hals über Kopf in Gabriele verliebt.
Als Robert mit seinem Vater und seiner Schwester Dagmar mit dem Auto unterwegs ist, kommt es kurz vor Schloss Uhlenfels zu einer Autopanne. Ein schreckliches Unwetter tobt, und die Familie beschließt, am Schloss anzufragen, ob man dort nicht Unterschlupf suchen dürfe. Der skurrile Diener Waldemar, des Schlossherrn Faktotum und Mädchen für alles, gewährt den dreien Obdach, verlangt aber, dass man sich absolut ruhig zu verhalten habe, da der hier seit sechs Jahren residierende Graf Vogelbein nicht gestört werden wolle. Wie es sich auf einem anständigen Schloss geziemt, beginnt es um Punkt Mitternacht ordentlich zu spuken: Durchsichtige Gestalten in mittelalterlichen Gewändern huschen durch die Gänge, Ritter kreuzen ihre Schwerter. Robert möchte, dass man über die Geschehnisse der vergangenen Nacht Stillschweigen bewahre, da er am nächsten Tag persönlich den mysteriösen Vorgängen nachgehen möchte.
Jetzt kommt auch Gabriele im Schloss an. Waldemar gewährt auch ihr Einlass und führt sie zu einem Gemälde der Reichsgräfin Adelheid von Uhlenfels, der sie verblüffend ähnelt. Währenddessen findet Robert Mauritius einiges über die Vita jener Adelheid heraus: Diese stand einst als Frau zwischen zwei sie begehrenden Männern, beide ihre Vettern. Es kam zum Duell, bei dem Cousin Martin seinen Nebenbuhler tötete. Martin musste daraufhin außer Landes fliehen, und Adelheid begleitete ihn. Ein Kind wurde geboren, und im Laufe der Jahrhunderte wurde aus den Nachkommen der Uhlenfels Euler — Gabrieles Nachname. Sie ist also tatsächlich eine Gräfin Uhlenfels. Als Robert Gabriele die Spukerscheinungen in der kommenden Nacht zeigen will, passiert jedoch diesmal gar nichts. Bei einer späteren Begegnung von Gabriele mit Robert im Rahmen einer Showpremiere klären sich dann auch die Geistererscheinungen im Schloss auf. Dahinter steckt niemand anderer als jener ominöse Schlossbewohner Graf Vogelbein alias Alexander Graf, der sich einen Namen als geschickter Illusionist gemacht hat und in seinen Vorführungen mittels Infrarotstrahlen spukhafte Erscheinungen herbeizaubert. Zwischen Robert und Gabriele Euler/von Uhlenfels kommt es schließlich zum Happy End.

## Produktionsnotizen
Gedreht wurde der Film unter dem Arbeitstitel Spuk um Mitternacht ab dem 29. November 1943 in den Hostiwar-Ateliers in Prag. Die Außenaufnahmen entstanden in München und im Salzkammergut. Nach ziemlich genau drei Monaten (Ende Februar 1944) waren die Dreharbeiten abgeschlossen. Spuk im Schloß lag jedoch erst im März 1945 der deutschen Filmzensur vor und konnte somit nicht mehr vor Kriegsende in die Kinos gebracht werden. Die Uraufführung dieser Komödie verzögerte sich bis zum 20. Februar 1947, als Spuk im Schloß in München erstmals gezeigt wurde. Am 24. November 1947 erfolgte dann auch die Berliner Premiere. Die Fernseherstausstrahlung war am 13. Oktober 1957 in der ARD.
Regisseur Zerlett verfasste zu dem Film auch das Drehbuch und erhielt dafür eine Gage von 20.000 Reichsmark. Über die Neuerungen in diesem Streifen berichtete der Film-Kurier in seiner Ausgabe vom 11. Februar 1944 ausführlich.
Die Bauten stammen aus der Hand von Heinrich Weidemann und Fritz Lück, die Kostüme entwarf Maria Pommer-Uhlig. Für den Ton war Hans R. Wunschel zuständig.

## Kritik
„Einen defaitistischen Film, „der versucht, Anschluß an demokratische Traditionen zu gewinnen“, nannte ihn nach dem Krieg Karsten Witte, nicht ohne guten Grund.“

„Originell konzipierte und vorwiegend erheiternde Geisterkomödie.“